# Ryan Perry (cyclisme)
Pour le lanceur de baseball, voir Ryan Perry. Pour les homonymes, voir Perry.
Ryan Perry (né le 1er octobre 1987 à Burnley en Angleterre) est un coureur cycliste britannique. 

## Palmarès
- 2014
  - 2e étape des Totnes-Vire Two Day
  - 2e des Totnes-Vire Two Day
- 2015
  - 3e du championnat de Grande-Bretagne du contre-la-montre
- 2016
  - Tour of the Mining Valleys
  - 3e du championnat de Grande-Bretagne du contre-la-montre

## Classements mondiaux
| Année           | 2015  | 2016  |
| --------------- | ----- | ----- |
| UCI Europe Tour | 1145e | 1087e |